# 双褶贝母兰
双褶贝母兰（学名：Coelogyne stricta）为兰科贝母兰属下的一个种。

## 扩展阅读
- 維基物種上的相關：双褶贝母兰